# Amundsen Gulf

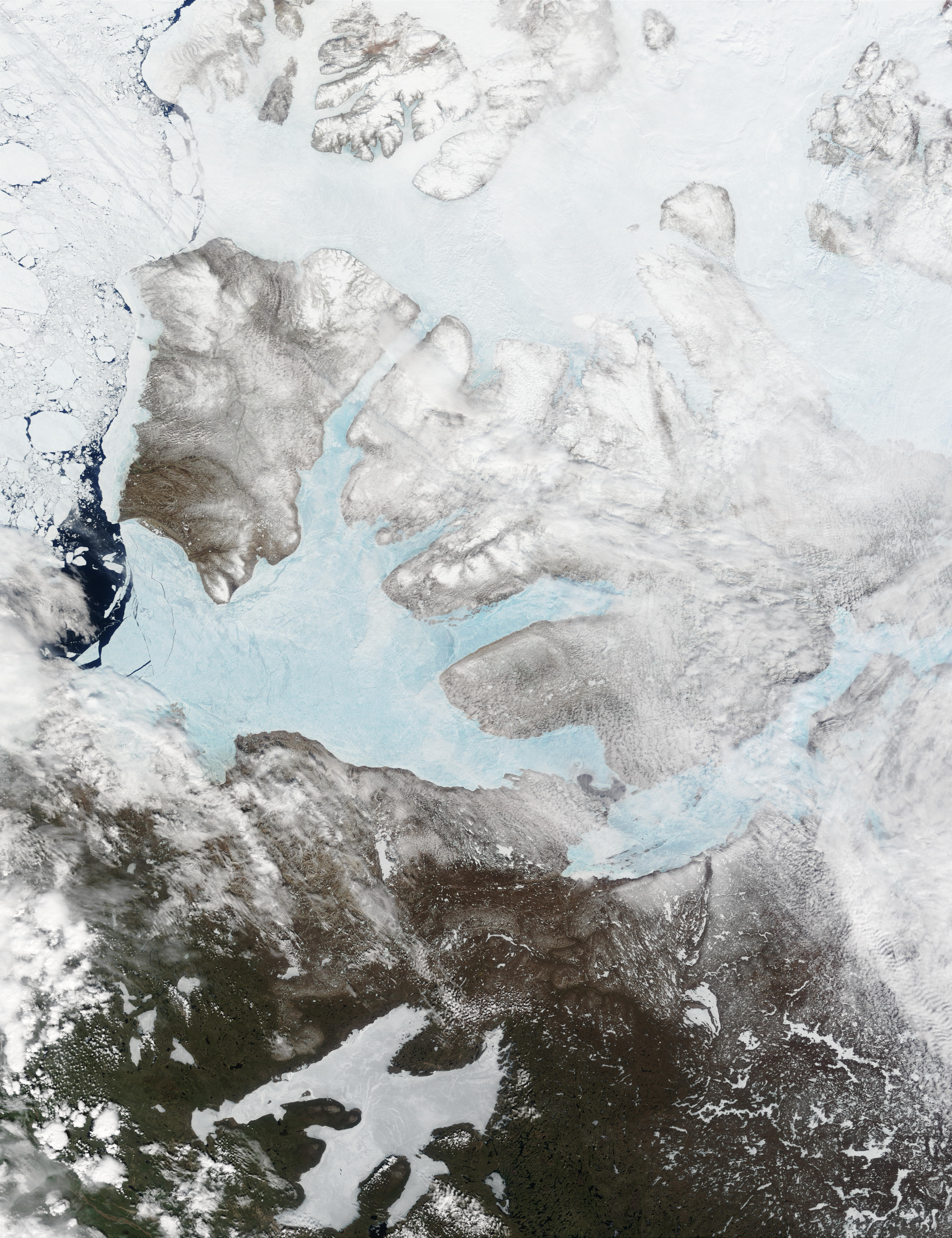
Amundsen Gulf, isbelagd i fotografiets centrum. Satellitfoto från juni 2002.

Amundsen Gulf är en havsvik av Norra ishavet belägen mellan Banks Island, Victoriaön och det kanadensiska fastlandet i Nordvästterritorierna. Vikens längd är cirka 400 km. Den är uppkallad efter polarforskaren Roald Amundsen.